# Marca Futsal 2011-2012
Questa pagina raccoglie i dati riguardanti la Marca Futsal, squadra di calcio a 5 militante in serie A, nelle competizioni ufficiali della stagione 2011-2012.

## Maglie e sponsor
Il Partner tecnico per la stagione 2011-2012 è Nike, mentre lo sponsor ufficiale è io master.

## Organigramma societario
- Presidente: Massimo Bello
- Presidente Onorario: Paolo Foscarin
- Vice Presidente e direttore sportivo: Devid Bastianon
- Direttore Marketing e comunicazione: Fulvio Strim
- Dirigente Tecnico: Maurizio Pasqual
- Segretario: Federico Rossi
- Tesoriere: Diana Gazzola
- Addetto Stampa: Giulia Grando
- Team Manager: Franco Bertolo
- Dirigenti e Responsabile Prima Squadra: Michele Ceccato, Franco Bertolo
- Allenatore: Tiago Polido
- Preparatore Atletico: Lorenzo Riela
- Assistente Arbitri: Graziano Antonello
- Fisioterapista: Andrea Mastino
- Massaggiatore: Franco Stradiotto
- Responsabile Settore Medico: Dott. Giorgio Girardi
- Responsabile Eventi: Giulia Grando
- Addetto affari legali: Avv. Antonio Mezzomo

## Calciomercato

### Sessione estiva
| José Rotella     | Atiesse      |
| Carlos Chilavert | Luparense    |
| Massimo De Luca  | Luparense    |
| Adriano Foglia   | Montesilvano |
| Papú             | Belluno      |

| Alessandro Patias | Asti             |
| Filipe Follador   | Canottieri Lazio |
| José Rotella      | Gruppo Fassina   |

### Sessione invernale
| Jeffe               | Bisceglie    |
| Clayton Baptistella | Montesilvano |

| Erick Bellomo   | Venezia   |
| Fabiano Assad   | Luparense |
| Wellington Coco |           |

## Organico

### Prima squadra
| N° | Naz.                                   | Ruolo | Sportivo            | Anno     |  |  |
| -- | -------------------------------------- | ----- | ------------------- | -------- |  |  |
|    | Italia (bandiera) · Brasile (bandiera) | POR   | Alexandre Feller    | 28.09.71 |  |  |
|    | Italia (bandiera) · Brasile (bandiera) | POR   | Gabriel Miraglia    | 02.07.87 |  |  |
|    | Italia (bandiera)                      | POR   | Alberto Taborra     | 20.02.86 |  |  |
|    | Italia (bandiera)                      | POR   | Andrea Visentin     | 29.08.89 |  |  |
|    | Italia (bandiera) · Brasile (bandiera) | DIF   | Fabiano Assad       | 05.01.80 |  |  |
|    | Paraguay (bandiera)                    | LAT   | Carlos Chilavert    | 05.08.76 |  |  |
|    | Argentina (bandiera)                   | UNI   | Fernando Wilhelm    | 05.04.82 |  |  |
|    | Italia (bandiera)                      | PIV   | Massimo De Luca     | 07.10.87 |  |  |
|    | Italia (bandiera) · Brasile (bandiera) | LAT   | Vinícius Duarte     | 13.12.82 |  |  |
|    | Italia (bandiera) · Brasile (bandiera) | LAT   | Wellington Coco     | 20.01.88 |  |  |
|    | Brasile (bandiera) · Italia (bandiera) | PIV   | Clayton Baptistella | 07.12.83 |  |  |
|    | Italia (bandiera) · Brasile (bandiera) |       | Adriano Foglia      | 25.04.81 |  |  |
|    | Italia (bandiera) · Brasile (bandiera) | PIV   | Erick Bellomo       | 03.03.78 |  |  |
|    | Brasile (bandiera)                     | PIV   | Papú                | 03.10.86 |  |  |
|    | Italia (bandiera) · Brasile (bandiera) | DIF   | Patrick Nora        | 16.05.79 |  |  |
|    | Italia (bandiera) · Brasile (bandiera) | LAT   | Edgar Bertoni       | 24.07.81 |  |  |
|    | Brasile (bandiera)                     | LAT   | Jeffe               | 26.04.81 |  |  |
|    | Italia (bandiera)                      | DIF   | Leonardo Calmonte   | 01.07.80 |  |  |
|    | Italia (bandiera) · Brasile (bandiera) | LAT   | Jonas Pinto Junior  | 24.05.84 |  |  |

### Under-21
| N° | Naz.                                   | Ruolo | Sportivo           | Anno     |  |  |
| -- | -------------------------------------- | ----- | ------------------ | -------- |  |  |
|    | Italia (bandiera)                      | POR   | Giobatta Bianchini | 05.05.94 |  |  |
|    | Italia (bandiera)                      | POR   | Christian Querin   | 25.04.94 |  |  |
|    | Italia (bandiera)                      | LAT   | Marco Caverzan     | 11.08.94 |  |  |
|    | Italia (bandiera) · Marocco (bandiera) | LAT   | Amin El Hamoudi    | 26.02.94 |  |  |
|    | Italia (bandiera)                      | UNI   | Giacomo Esposito   |          |  |  |
|    | Italia (bandiera)                      | DIF   | Tommaso Pedron     | 15.06.93 |  |  |
|    | Italia (bandiera)                      | DIF   | Andrea Rossato     | 14.10.91 |  |  |
|    | Italia (bandiera)                      | LAT   | Andrea Zonta       | 14.10.91 |  |  |

## Risultati

### Campionato

#### Girone di andata
| Arbitri: | Mario Filippini (Roma 1) Francesco Novellino (Potenza) Nicola Salvalaggio (Castelfranco Veneto) |
| Crono:   | Francesco Scarpelli (Padova)                                                                    |

|                                                                       |           |                                                |
| Bertoni 11'08'’, 19'51'’ De Luca 24'47'’ Bertoni 36'22'’ Coco 38'28'’ | Marcatori | 15'49'’ Gustavo 22'27’ De Cillis 37'41'’ Laion |

| Arbitri: | Nicola Gisondi (Molfetta) Alessio Anzuini (L’Aquila) Massimiliano Zappacosta (Chieti) |
| Crono:   | Gaudenzio Raffaelli (Terni)                                                           |

|                           |           |                                                            |
| Jardel 9'34'’ Dao 35'45'’ | Marcatori | 6'56'’ Bellomo 19'26'’ Jonas 35'05'’ Duarte 37'32'’ Foglia |

| Arbitri: | Giovanni Cossu (Cagliari) Francesco Massini (Roma 1) |
| Crono:   | Mauro De Coppi (Conegliano)                          |

|                                                   |           |  |
| Chilavert 2'45'’ Jonas 20'21’ Coco 23'07'’ 36'06’ | Marcatori |  |

| Arbitri: | Angelino Iuliano (Lamezia) Gianmichele Frasconi (Olbia) |
| Crono:   | Enrico Zago (Este)                                      |

|                                                                |           |                                                       |
| Jonas 4'32'’ Foglia 5'55'’ Bertoni 19'57'’ (rig.) Coco 24'31'’ | Marcatori | 6'05'’, 10'50'’ Menini 18'00'’ Bruno 21'26'’ Silveira |

| Arbitri: | Filippo Ragalà (Bologna) Giacomo De Varti (Foggia) Donato Ruccia (Torino) |
| Crono:   | Giacomo Allotta (Torino)                                                  |

|                              |           |                                                           |
| Héctor 37'04’ Murilo 38'36'’ | Marcatori | 17'42'’ (t.l.) Duarte 20'57'’ Papú 39'25'’ (rig.) Bertoni |

| Arbitri: | Maria Luisa Fecola (Forlì) Ettore Quarti (Imperia) |
| Crono:   | Roberto Astolfi (Rovigo)                           |

|                                |           |                       |
| Bellomo 25'15'’ Foglia 36'30'’ | Marcatori | 16'29'’ (t.l.) Patias |

| Arbitri: | Antonio Gallo (Torre Annunziata) Giovanni D’Oria (Bari) |
| Crono:   | Jacopo Stragapede (Roma 1)                              |

|                          |           |                                               |
| E. Ayala 3'49'’, 24'52'’ | Marcatori | 2'47'’ Wilehlm 11'25'’ Foglia 12'30'’ Fabiano |

| Arbitri: | Sergio Scali (Pinerolo) Giovanni Muratore (Perugia) |
| Crono:   | Biagio Carbone (Mestre)                             |

|                                                                         |           |                                      |
| Foglia 6'27'’ 37'50'’ Papú 11'31'’ 25'47'’ Fabiano 17'35'’ Coco 30'55'’ | Marcatori | 29'22'’ Scandolara 32'05'’ Marquinho |

| Arbitri: | Arnaldo Ciciarello (Catanzaro) Luigi Limone (Avellino) |
| Crono:   | Mauro De Coppi (Conegliano)                            |

|  |           |                                      |
|  | Marcatori | 5'13'’ 38'46'’ Foglia 14'45'’ Duarte |

| Arbitri: | Mario Filippini (Roma 1) Mario Donati (Foligno) |
| Crono:   | Luca Bizzotto (Bassano del Grappa)              |

|                                              |           |                                                                      |
| Foglia 4'59'’ Wilehlm 24'25'’ Duarte 33'12'’ | Marcatori | 11'56'’ Canal 14'32'’ 35'43'’ Merlim 16'53'’ Fortino 25'23'’ Honorio |

| Arbitri: | Francesco Massini (Roma 1) Angelo Galante (Ancona) |
| Crono:   | Daniele Meles (Ancona)                             |

|                                                             |           |              |
| Caputo 9'12'’ Ghiotti 14'45'’ Forte 34'16'’ Rogério 36'58'’ | Marcatori | 23'21'’ Nora |

| Arbitri: | Pietro Coluzzi (Roma 1) Maria Luisa Fecola (Forlì) |
| Crono:   | Biagio Carbone (Mestre)                            |

|                                                                   |           |                              |
| Foglia 30'18'’ 38'48'’ Nora 35'55'’ Papú 38'12'’ Miraglia 39'37'’ | Marcatori | 5'13'’ Alemão 24'09'’ Grippi |

| Arbitri: | Domenico Daidone (Trapani) Gianmichele Frasconi (Olbia) Francesca Muccardo (Roma 2) |
| Crono:   | Daniele Ferretti (Roma 1)                                                           |

|                                  |           |                                                                             |
| Ippoliti 27'51'’ Pereira 34'14'’ | Marcatori | 9'57'’ 22'30'’ 37'44'’ Duarte 11'56'’ 35'25'’ 39'49'’ Wilehlm 27'08'’ Jeffe |

#### Girone di ritorno
| Arbitri: | Alessandro Merenda (Reggio Calabria) Riccardo Arno' (Reggio Emilia) |
| Crono:   | Raffaele Ziri (Barletta)                                            |

|                               |           |                                                      |
| Kaká 1'47’’ Antonelli 15'22’’ | Marcatori | 8'08’’ De Luca 22'08’’ 22'24’’Foglia 39'40'’ Wilhelm |

| Arbitri: | Davide Aresu (Cagliari) Mirko D’Angeli (Pesaro) |
| Crono:   | Biagio Carbone (Mestre)                         |

|                                    |           |                       |
| Papú 10'13’’ 14'06’’ Jeffe 24'33’’ | Marcatori | 34'33’’ (rig.) Alemão |

| Arbitri: | Giovanni D’Oria (Bari) Marco Vocca (Battipaglia) Antonino Tupone (Lanciano) |
| Crono:   | Leonardo Gaetani (Pescara)                                                  |

|                                                                                         |           |                                                    |
| Zanetti 8'52’’, 29'23’’ Jeffe 13'52’’ (aut.) PC 25'07’’ Fornari 25'39’’ Schurtz 27'47’’ | Marcatori | 21'08’’ (rig.) Foglia 26'30’’ Jonas 38'09’’ Foglia |

| Putignano 17 gennaio 2012, ore 20:30 CET 17ª giornata | Sport Five                                           | 0 – 0 (0-0) referto | Marca | PalaFive "Massimo Sbiroli"\| Arbitri: \| Giovanni Muratore (Perugia) Filippo Ragalà (Bologna) \| \| Crono: \| Luca Rutigliano (Bari) \| |
| Arbitri:                                              | Giovanni Muratore (Perugia) Filippo Ragalà (Bologna) |                     |       | |
| Crono:                                                | Luca Rutigliano (Bari)                               |                     |       | |

| Arbitri: | Tito Stampacchia (Modena) Damiano Calaprice (Bari) |
| Crono:   | Stefano Mezzadri (Parma)                           |

|                                                     |           |                 |
| Foglia 1'10’’, 36'46’’ Jonas 19'34’’ Duarte 25'19’’ | Marcatori | 37'18’’ Caetano |

| Arbitri: | Marco Delpiano (Cagliari) Francesco Novellino (Potenza) Sergio Scali (Pinerolo) |
| Crono:   | Antonio Bovino (Nichelino)                                                      |

|                 |           |              |
| Cavinato 6'28’’ | Marcatori | 35'07’’ Nora |

| Arbitri: | Andrea Bagnariol (Pordenone) Nicola Gisondi (Molfetta) |
| Crono:   | Nicola Salvalaggio (Castelfranco Veneto)               |

| |           |                          |
| Wilehlm 3'38’’, 13'02’’, 27'14’’ Duarte 6'34’’, 24'32’’ De Luca 7'36’’ Nora 21'36’’ Jeffe 28'27’’ Caverzan 32'37’’ (rig.) Papú 34'41’’ | Marcatori | 14'44’’, 15'28’’ Moreira |

| Arbitri: | Mirko D’Angeli (Pesaro) Roberto Chiarello (Novi Ligure) |
| Crono:   | Nicola Zanna (Ferrara)                                  |

|                        |           |                                                               |
| André Ferreira 11'10’’ | Marcatori | 15'08’’ (rig.), 36'28’’ Foglia 28'40’’ Duarte 38'05’’ Wilhelm |

| Arbitri: | Gianmichele Frasconi (Olbia) Mario Donati (Foligno) |
| Crono:   | Francesco Scarpelli (Padova)                        |

|                                                                   |           |                                                |
| Jonas 3'10’’ Papú 5’ Jeffe 25'55’’, 36'52’’ Nora 37'04’’, 39'52’’ | Marcatori | 5'19’’, 15'51’’ Cantagalo 10'03’’ Chimanguinho |

| Arbitri: | Giacomo De Varti (Foggia) Francesco Massini (Roma 1) Gianantonio Leonforte (Vicenza) |
| Crono:   | Luca Bizzotto (Bassano del Grappa)                                                   |

|                                        |           |                                            |
| Fabiano 4'27’’, 36'18’’ Merlim 32'51’’ | Marcatori | 14'57’’ Foglia 30'27’’ Duarte 30'44’’ Nora |

| Arbitri: | Arnaldo Ciciarello (Catanzaro) Tito Stampacchia (Modena) |
| Crono:   | Biagio Carbone (Mestre)                                  |

|                                                                           |           |                                     |
| Foglia 3'56’’ Papú 9'12’’, 38'29’’ Nora 12'23’’, 25'57’’ Caverzan 22'07’’ | Marcatori | 11'51’’ (aut.) Nora 17'02’’ Borruto |

| Arbitri: | Luca Rutigliano (Bari) Antonio Gallo (Torre Annunziata) |
| Crono:   | Nunzio Saitta (Catania)                                 |

|                                                          |           | |
| Castrogiovanni 15'10’’ Ferrari 22'23’’ Scheleski 35'04’’ | Marcatori | 5’, 13'10’’, 19'44’’, 34'05’’, 37'02’’, 39'44’’ Foglia 8'30’’ Wilehlm 21'20’’ Caverzan 33'28’’ Papú |

| Arbitri: | Francesco Novellino (Potenza) Antonino Tupone (Lanciano) |
| Crono:   | Nicola Salvalaggio (Castelfranco Veneto)                 |

|                                                                                        |           |                                          |
| Nora 3'30’’ Papú 19'22’’, 35'09’’ Duarte 22'31’’ Wilehlm 24'38’’ Foglia 37'40’’ (rig.) | Marcatori | 17'12’’, 17'28’’ Dimas 19'54’’ Marchetti |

### Play-off

#### Quarti

##### Gara 1
| Arbitri: | Marco Delpiano (Cagliari) Pasquale Casale (Firenze) Antonino Tupone (Lanciano) |
| Crono:   | Leonardo Gaetani (Pescara)                                                     |

|                                                                        |           |                                                                       |
| Delpizzo 9'39’’ Caetano 26'59’’ Murilo 28'05’’, 34'07’’ Héctor 35'38’’ | Marcatori | 12'15’’ (t.l.) Duarte 34'39’’, 36'17’’ Wilhelm 36'29’’, 38'34’’ Jonas |

##### Gara 2
| Arbitri: | Giovanni D’Oria (Bari) Gianmichele Frasconi (Olbia) Enrico Zago (Este) |
| Crono:   | Mauro De Coppi (Conegliano)                                            |

|                                           |           |                 |
| Nora 2'29’’ Wilhelm 30'42’’ Jonas 36'29’’ | Marcatori | 19'26’’ Caetano |

#### Semifinali

##### Gara 1
| Arbitri: | Fabio Gelonese (Milano) Domenico Daidone (Trapani) Christian Magliulo (Caserta) |
| Crono:   | Giovanni Nero (Latina)                                                          |

|                                                       |           |                                                 |
| Ippoliti 6'40’’ Bacaro 12'58’’, 32'50’’ Dimas 16'07’’ | Marcatori | 9'11’’, 15'19’’ Wilhelm 12'33’’, 17'22’’ Foglia |

##### Gara 2
| Arbitri: | Leonardo Balli (Prato) Marco Vocca (Battipaglia) Matteo Cattaneo (Bergamo) |
| Crono:   | Nicola Zanna (Ferrara)                                                     |

|                                                                                            |           |                                |
| Foglia 16'15’’ Duarte 19'28’’, 23'27’’, 34'40’’ Papú 24'54’’ Wilhelm 27'26’’ Jonas 33'15’’ | Marcatori | 5'07’’, 24'22’’, 29'50’’ Dimas |

#### Finale

##### Gara 1
| Arbitri: | Francesco Pagnotta (Ascoli Piceno) Francesco Novellino (Potenza) Walter Mameli (Cagliari) |
| Crono:   | Ettore Quarti (Imperia)                                                                   |

|                |           |                                         |
| Honorio 8'21’’ | Marcatori | 11'12’’ Wilhelm 18'27’’, 31'46’’ Foglia |

##### Gara 2
| Arbitri: | Arnaldo Ciciarello (Catanzaro) Riccardo Arnò (Reggio Emila) Davide Aresu (Cagliari) |
| Crono:   | Andrea Bagnariol (Pordenone)                                                        |

|                                       |                      |                                             |
| Canal 4'38’’, 29'02’’ Honorio 37'48’’ | Marcatori            | 4'48’’ Duarte 13'45’’ Wilhelm 21'09’’ Jonas |
| Fortino Assad Pedotti Honorio         | Tiri di rigore 4 – 3 | Foglia Jonas Jeffe De Luca Duarte           |

##### Gara 3
| Arbitri: | Francesco Massini (Roma 1) Fabio Gelonese (Milano) Nicola Mantovani (Gallarate) |
| Crono:   | Andrea Sabatini (Bologna)                                                       |

|                                     |                      |                                        |
| Jonas 11'12’’ Nora 23'50’’, 39'40’’ | Marcatori            | 7'08’’, 16'45’’ Fabiano 7'50’’ Vampeta |
| Foglia Jonas Wilhelm Nora De Luca   | Tiri di rigore 4 – 2 | Fortino Assad Euler Merlim             |

##### Gara 4
| Arbitri: | Alessandro Malfer (Rovereto) Angelo Galante (Ancona) Francesco Peroni (Città di Castello) |
| Crono:   | Alessandro Maggiore (Bologna)                                                             |

|                                           |           |                                                              |
| Canal 4'08’’ (aut.) Merlim 11'49’’ (aut.) | Marcatori | 12'21’’ Merlim 16'05’’ Fortino 19'18’’ Vampeta 30'59’’ Canal |

##### Gara 5
| Arbitri: | Domenico Daidone (Trapani) Giovanni Cossu (Cagliari) Alessandro Merenda (Reggio Calabria) |
| Crono:   | Daniele Di Resta (Roma 2)                                                                 |

|                                                                    |           |               |
| Honorio 19'49’’ Fortino 24'43’’ Vampeta 36’, 36'59’’ Canal 38'06’’ | Marcatori | 37'12’’ Jonas |

### Coppa UEFA

#### Turno principale
| Arbitri: | Cohen Bauernfeind Blazquez Sierra |
| Crono:   | Giurgiu                           |

|                                                                             |           |  |
| Chilavert 4'35'’ Jonas 12'09'’ 31'52'’ Papú 17'02'’ De Luca 32'35'’ 33'03'’ | Marcatori |  |

| Arbitri: | Bauernfeind Lenting Cohen |
| Crono:   | Giurgiu                   |

|                   |           |                                                                      |
| Marinović 15'47'’ | Marcatori | 5'29'’ Coco 19'51'’ Bertoni 25'46'’ Bellomo 39'46'’ (aut.) Marinović |

| Arbitri: | Blazquez Sierra Baurnfeind Lenting |
| Crono:   | Giurgiu                            |

|                                                              |           |                            |
| Bertoni 8'19'’ 13'02'’ 38'06'’ Jonas 16'43'’ Wilhelm 39'54'’ | Marcatori | 8'28'’ Ignat 19'01'’ Csoma |

#### Elite round
| Arbitri: | Antonis Konstantinides Kamil Cetin Gabor Kovacs |
| Crono:   | Fabio Gelonese                                  |

|                                     |           |                |
| Foglia 1'30'’ Jonas 21'14'’ 36'40'’ | Marcatori | 37'36'’ Mikita |

| Arbitri: | Gábor Kovács Antonis Constantinides Pascal Lemal |
| Crono:   | Fabio Gelonese                                   |

|                                                       |           |                              |
| Jonas 5'18'’ 15'48'’ Fabiano 9'09'’ Chilavert 37'27'’ | Marcatori | 11'21'’ Simka 17'51'’ Serjão |

| Arbitri: | Pascal Lemal Antonis Constantinides Kamil Çetin |
| Crono:   | Fabio Gelonese                                  |

|                           |           |                                    |
| Coco 6'08'’ Jonas 28'06'’ | Marcatori | 11'07'’ Rogério 33'14'’ Calderolli |

#### Final Four

##### Semifinale
| Arbitri: | Bogdan Sorescu Borut Šivic |
| Crono:   | Oleg Ivanov                |

|  |           |                                            |
|  | Marcatori | 7'38’’ Fernandinho 21'47’’, 38'55’’ Rômulo |

##### Finale 3º - 4º posto
| Arbitri: | Borut Sivic Oleg Ivanov Bogdan Sorescu |
| Crono:   | Raul Lopez Carrasco                    |

|                                     |                      |                                    |
| Papú 8'39’’ Foglia 11'38’’, 34'53’’ | Marcatori            | 4'14’’, 4'25’’ Leitão 37'42’’ Cary |
| Foglia Jonas Wilhelm Jeffe Duarte   | Tiri di rigore 4 – 3 | Alex Caio Djô Marcelinho Galvão    |

### Coppa Italia
| Arbitri: | Francesco Pagnotta (Ascoli Piceno) Giovanni Cossu (Cagliari) Antonio Pavese (Potenza) |
| Crono:   | Ettore Quarti (Imperia)                                                               |

|                               |           |                                                              |
| Jonas 18'43’’ Wilhelm 21'41’’ | Marcatori | 5'15’’, 15'38’’ Calderolli 19'59’’ Burato 39'46’’ Mammarella |

### Supercoppa italiana
| Arbitri: | Giovanni Cossu (Cagliari) Francesco Pagnotta (Ascoli Piceno) Ettore Quarti (Imperia) |
| Crono:   | Enrico Zago (Este)                                                                   |

| |           |                                                                          |
| Duarte 18'06'’ Wilhelm 23'38'’ Bertoni 24'14'’ Miraglia 29'05'’ Fabiano 32'21'’ Bertoni 42'20'’ Duarte 48'07'’ | Marcatori | 5'14'’ Salas 9'54'’ Jubanski 23'29'’ Bacaro 26'52'’ Nuno 35'31'’ Pereira |

## Statistiche

### Statistiche di squadra
| Competizione        | Punti | In casa | In casa | In casa | In casa | In trasferta | In trasferta | In trasferta | In trasferta | Totale | Totale | Totale | Totale | Totale | Totale |
| Competizione        | Punti | G       | V       | N       | P       | G            | V            | N            | P            | G      | V      | N      | P      | Gf     | Gs     |
| ------------------- | ----- | ------- | ------- | ------- | ------- | ------------ | ------------ | ------------ | ------------ | ------ | ------ | ------ | ------ | ------ | ------ |
| Campionato          | 61    | 13      | 11      | 1       | 1       | 13           | 8            | 3            | 2            | 26     | 19     | 4      | 3      | 109    | 57     |
| Play-off            | -     | 4       | 2       | 1       | 1       | 5            | 1            | 3            | 1            | 9      | 3      | 4      | 2      | 31     | 29     |
| Coppa UEFA          | -     | 3       | 2       | 1       | 0       | 5            | 3            | 1            | 1            | 8      | 5      | 2      | 1      | 25     | 14     |
| Coppa Italia        | -     | -       | -       | -       | -       | -            | -            | -            | -            | 1      | 0      | 0      | 1      | 2      | 4      |
| Supercoppa italiana | -     | 1       | 1       | 0       | 0       | -            | -            | -            | -            | 1      | 1      | 0      | 0      | 7      | 5      |
| Totale              | -     | 21      | 16      | 3       | 2       | 23           | 12           | 7            | 4            | 45     | 28     | 10     | 7      | 175    | 109    |

### Statistiche dei giocatori
| Giocatore           | Campionato | Campionato | Campionato | Campionato | Coppa UEFA | Coppa UEFA | Coppa UEFA | Coppa UEFA | Coppa Italia | Coppa Italia | Coppa Italia | Coppa Italia | SuperCoppa Italia | SuperCoppa Italia | SuperCoppa Italia | SuperCoppa Italia | Play-off | Play-off | Play-off | Play-off | Totale | Totale | Totale | Totale |
| Giocatore           | Pres       |            |            |            | Pres       |            |            |            | Pres         |              |              |              | Pres              |                   |                   |                   | Pres     |          |          |          | Pres   |        |        |        |
| ------------------- | ---------- | ---------- | ---------- | ---------- | ---------- | ---------- | ---------- | ---------- | ------------ | ------------ | ------------ | ------------ | ----------------- | ----------------- | ----------------- | ----------------- | -------- | -------- | -------- | -------- | ------ | ------ | ------ | ------ |
| Fabiano Assad       | 6          | 2          | 1          | 0          | 6          | 1          | 1          | 0          | -            | -            | -            | -            | 1                 | 1                 | 0                 | 0                 | -        | -        | -        | -        | 13     | 4      | 2      | 0      |
| Clayton Baptistella | 8          | 0          | 1          | 0          | 1          | 0          | 0          | 0          | -            | -            | -            | -            | -                 | -                 | -                 | -                 | 3        | 0        | 1        | 1        | 12     | 0      | 2      | 1      |
| Erick Bellomo       | 8          | 2          | 1          | 0          | 4          | 1          | 1          | 0          | -            | -            | -            | -            | -                 | -                 | -                 | -                 | -        | -        | -        | -        | 12     | 3      | 2      | 0      |
| Edgar Bertoni       | 4          | 5          | 1          | 0          | 5          | 4          | 1          | 0          | -            | -            | -            | -            | 1                 | 2                 | 0                 | 0                 | -        | -        | -        | -        | 10     | 11     | 2      | 0      |
| Leonardo Calmonte   | 12         | 0          | 0          | 0          | -          | -          | -          | -          | -            | -            | -            | -            | 1                 | 0                 | 0                 | 0                 | 7        | 0        | 0        | 0        | 20     | 0      | 0      | 0      |
| Wellington Coco     | 10         | 5          | 1          | 0          | 6          | 2          | 1          | 0          | -            | -            | -            | -            | 1                 | 0                 | 1                 | 0                 | -        | -        | -        | -        | 17     | 7      | 3      | 0      |
| Vinícius Duarte     | 19         | 13         | 9          | 1          | 8          | -1         | 2          | 0          | 1            | -1           | 1            | 0            | 1                 | 2                 | 0                 | 0                 | 9        | 5;-2     | 3        | 0        | 38     | 20;-4  | 16     | 1      |
| Alexandre Feller    | 12         | -21        | 2          | 0          | 5          | -8         | 0          | 0          | 1            | -3           | 0            | 0            | -                 | -                 | -                 | -                 | -        | -        | -        | -        | 18     | -32    | 2      | 0      |
| Gabriel Miraglia    | 14         | -30;1      | 2          | 0          | 8          | -5         | 0          | 0          | -            | -            | -            | -            | 1                 | 1                 | 0                 | 0                 | 9        | -26      | 0        | 0        | 31     | -61;2  | 2      | 0      |
| Patrick Nora        | 13         | 10         | 2          | 0          | 2          | 0          | 0          | 0          | 1            | 0            | 0            | 0            | -                 | -                 | -                 | -                 | 9        | 3;-1     | 3        | 0        | 25     | 12;-1  | 5      | 0      |
| Jonas Pinto Junior  | 15         | 6          | 5          | 1          | 8          | 8          | 2          | 0          | 1            | 1            | 1            | 0            | -                 | -                 | -                 | -                 | 9        | 7        | 3        | 1        | 33     | 23     | 11     | 2      |
| Alberto Taborra     | 26         | -6         | 0          | 0          | 3          | 0          | 0          | 0          | 1            | 0            | 0            | 0            | 1                 | 0                 | 0                 | 0                 | 9        | 0        | 0        | 0        | 38     | -6     | 0      | 0      |
| Fernando Wilhelm    | 19         | 12         | 6          | 0          | 8          | 1          | 2          | 0          | 1            | 1            | 0            | 0            | 1                 | 1                 | 0                 | 0                 | 8        | 8        | 4        | 0        | 37     | 23     | 12     | 0      |
| Marco Caverzan      | 16         | 3          | 0          | 0          | 1          | 0          | 0          | 0          | 1            | 0            | 0            | 0            | 1                 | 0                 | 0                 | 0                 | 9        | 0        | 0        | 0        | 28     | 3      | 0      | 0      |
| Carlos Chilavert    | 21         | 1          | 5          | 0          | 8          | 2          | 4          | 0          | -            | -            | -            | -            | 1                 | 0                 | 0                 | 0                 | 2        | 0        | 0        | 0        | 30     | 3      | 8      | 0      |
| Massimo De Luca     | 23         | 3          | 3          | 1          | 6          | 2          | 0          | 0          | 1            | 0            | 0            | 0            | 1                 | 0                 | 0                 | 0                 | 9        | 0        | 1        | 0        | 40     | 5      | 4      | 1      |
| Adriano Foglia      | 25         | 28         | 3          | 0          | 8          | 3          | 1          | 0          | 1            | 0            | 0            | 0            | 1                 | 0                 | 1                 | 0                 | 9        | 5        | 4        | 0        | 44     | 36     | 9      | 0      |
| Papú                | 19         | 13         | 4          | 0          | 7          | 2          | 0          | 0          | 1            | 0            | 0            | 0            | -                 | -                 | -                 | -                 | 6        | 1        | 1        | 0        | 33     | 16     | 5      | 0      |
| Jeffe               | 12         | 5          | 2          | 0          | 2          | 0          | 0          | 0          | 1            | 0            | 0            | 0            | -                 | -                 | -                 | -                 | 8        | 0        | 0        | 0        | 24     | 5      | 2      | 0      |
| Amin El Hamoudi     | 9          | 0          | 0          | 0          | -          | -          | -          | -          | 1            | 0            | 0            | 0            | -                 | -                 | -                 | -                 | -        | -        | -        | -        | 10     | 0      | 0      | 0      |
| Giacomo Esposito    | 4          | 0          | 1          | 0          | -          | -          | -          | -          | -            | -            | -            | -            | -                 | -                 | -                 | -                 | 1        | 0        | 0        | 0        | 5      | 0      | 1      | 0      |
| Tommaso Pedron      | 2          | 0          | 0          | 0          | -          | -          | -          | -          | -            | -            | -            | -            | -                 | -                 | -                 | -                 | -        | -        | -        | -        | 2      | 0      | 0      | 0      |
| Andrea Rossato      | 4          | 0          | 0          | 0          | -          | -          | -          | -          | -            | -            | -            | -            | -                 | -                 | -                 | -                 | -        | -        | -        | -        | 4      | 0      | 0      | 0      |
| Giulio Ferlin       | 3          | 0          | 0          | 0          | -          | -          | -          | -          | -            | -            | -            | -            | -                 | -                 | -                 | -                 | -        | -        | -        | -        | 3      | 0      | 0      | 0      |
| Andrea Zonta        | 2          | 0          | 0          | 0          | -          | -          | -          | -          | -            | -            | -            | -            | -                 | -                 | -                 | -                 | -        | -        | -        | -        | 2      | 0      | 0      | 0      |
| Giobatta Bianchini  | 2          | 0          | 0          | 0          | -          | -          | -          | -          | -            | -            | -            | -            | -                 | -                 | -                 | -                 | -        | -        | -        | -        | 2      | 0      | 0      | 0      |
| Christian Querin    | 1          | 0          | 0          | 0          | -          | -          | -          | -          | -            | -            | -            | -            | -                 | -                 | -                 | -                 | 1        | 0        | 0        | 0        | 2      | 0      | 0      | 0      |
| Andrea Visentin     | 1          | 0          | 0          | 0          | -          | -          | -          | -          | -            | -            | -            | -            | -                 | -                 | -                 | -                 | -        | -        | -        | -        | 1      | 0      | 0      | 0      |
| Erzon Behluli       | 1          | 0          | 0          | 0          | -          | -          | -          | -          | -            | -            | -            | -            | -                 | -                 | -                 | -                 | -        | -        | -        | -        | 1      | 0      | 0      | 0      |

## Giovanili

### Organigramma societario
Area direttiva e organizzativa
- Responsabile settore giovanile: Leonardo Calmonte
- Allenatore Under 21: Leonardo Calmonte
- Allenatore Juniores: Enrico Cusinato
- Allenatore Pulcini e Piccoli Amici: Mico Pagnan
- Allenatore Allievi e Pulcini "B": Gianluca Ghirardo
- Vice-Allenatore Pulcini "B": Erzon Behluli
- Allenatore Giovanissimi: Ivo Visentin
- Allenatore Esordienti: Andrea Rozzato
- Dirigente accompagnatore Under 21: Vito Cavallin
- Dirig. accomp. Juniores: Francesco Zandonà, Massimo Esposito
- Dirig. accomp. Allievi: Baldassare Di Guida
- Dirig. accomp. Giovanissimi : Fabrizio Camposilvan
- Dirig. accomp. Attività di base: Domenico Fontana, Fabrizio Camposilvan
- Medico: Giuseppe Pesce

### Piazzamenti
- Under 21: 7º posto in campionato, eliminata nella prima fase dei play-off
- Juniores:
- Allievi:
- Giovanissimi:
- Esordienti:
- Pulcini: